# Ивахны
Ивахны́ (укр. Івахни) — село в Уманском районе Черкасской области Украины.
Расположено на обоих берегах реки Горный Тикич (приток р. Тикич). 
Население по переписи 2001 года составляло 1349 человек. Почтовый индекс — 19111. Телефонный код — 4746.

## Местный совет
Сельский голова — Яцына Алексей Игоревич

Секретарь - Магдач Валерий Семёнович
Ответственный за работу с населением - Матияка Михаил Тарасович

Адрес совета — 19111, Черкасская обл., Монастырищенский р-н, с. Ивахны, ул. Победы, д. 29.